# Криволуцкая, Надежда Александровна
Надежда Александровна Криволуцкая — российский геолог, доктор геолого-минералогических наук, ведущий научный сотрудник лаборатории магматических и метаморфических пород ГЕОХИ РАН, лауреат премии имени С. С. Смирнова (2015).

## Биография
Родилась в семье географов Криволуцкого Александра Евгеньевича и Гришиной Лидии Ивановны в Москве.
В 1976 году окончила геологический факультет МГУ.
С 1981 по 1994 годы — работала в Читинском институте природных ресурсов [ныне — Институт природных ресурсов, экологии и криологии СО РАН| (г. Чита), который был создан для разработки научных основ комплексного освоения зоны БАМ. В 1989 году в МГУ защитила кандидатскую диссертацию на тему «Минералого-геохимические особенности и условия образования медных руд Чинейского месторождения (Северное Забайкалье)».
С 1994 по 2001 работала в Институте геологии рудных месторождений, петрографии, минералогии и геохимии РАН. С 2002 работает в Институте геохимии и аналитической химии им. В. И. Вернадского.
В 2012 в МГУ защитила докторскую диссертацию «Эволюция траппового магматизма и рудообразование в Норильском районе».

## Научная деятельность
Научная деятельность связана с изучением месторождений разных генетических типов, преимущественно магматических Pt-Cu-Ni руд.
Много лет работала над проблемой определения условий образования Pt-Cu-Ni руд и их места в общей системе траппового магматизма Сибирской платформы с целью разработки поисковых критериев для массивов с богатыми сульфидными рудами.
Автор 7 монографий, 4 глав в книгах, 105 статей, 26 расширенных тезисов докладов, 112 тезисов докладов, автор и соавтор 12 научно-производственных отчетов.

### Монографии
```
Криволуцкая Н.А., Гонгальский Б.И., Кузьмин Д.В. Породообразующие минералы норильских интрузивов. Т.1-3. Москва, Издательство "Сообщество научных изданий КМК". Т.1 - 2023,142 с.; Т.2 - 2024, 240 с.; Т.3 - 2024, 260 с. 
```

- Gongalsky B., Krivolutskaya N. World-Class Mineral Deposits of Northeastern Transbaikalia, Siberia, Russia. 2019. Springer, Switzerland AG, 321 p.
- Krivolutskaya N.A. Siberian Traps and Pt-Cu-Ni deposits in the Noril’sk area. Springer, 2016, 361 p.
- Криволуцкая Н. А. Эволюция траппового магматизма и платино-медно-никелевое оруденение в Норильском районе. Москва, Изд. КМК.2014.325c.
- Sluzhenikin S. F., Krivolutskaya N. A.,Rad’ko V. A., Malitch K. N., Distler V.V., Fedorenko V. A. Ultramafic-mafic intrusions, volcanic rocks and PGE- Cu-Ni sulfide deposits of the Noril’sk Province, Polar Siberia.Field Trip Guidebook. Yekaterinburg. 2014. 83 p.
- Гонгальский Б. И., Сафонов Ю. Г., Криволуцкая Н. А., Носик Л. П., Прокофьев В. Ю., Якушев А. И. «Уникальная Удокан-Чинейская рудно-магматическая система (С. Забайкалье)». с. 97-132.Крупные и суперкрупные месторождения рудных полезных ископаемых". Том 2. Стратегические виды рудного сырья. М. Наука. АИЦ РАН . 2006.
- Гонгальский Б. И., Криволуцкая Н. А. Чинейский расслоенный плутон. Новосибирск, Наука.1993. 184 с.
- Наркелюн Л. Ф., Трубачев А. И., Салихов В. С., Кренделев Ф. П., Криволуцкая Н. А. и др. Окисленные руды Удокана. Новосибирск, Наука.1987. 102 с.

Главы в книгах
- Krivolutskaya N.А. The PGE-Cu-Ni Norilsk Deposits and Siberian Traps: Genetic Relationships. Сhapter 2 In: Kolotov, V.P., Bezaeva, N.S. (eds) Advances in Geochemistry, Analytical Chemistry, and Planetary Sciences. Springer, Cham. 2023. Р. 73-99.
- Krivolutskaya Nadezhda, Belyatsky Boris, Sereda Elena . Permian-Triassic Intrusions of the South Norilsk trough, Siberian Traps Province: mineralogy and geochemistry. Modern Advances in Geograpgy, Emvirement and Earth Sciences. Chapter 5. P B International, F.No SDI/BP/10070D/5307, 19 Marth 2021, pp. 46–85.
- Sobolev A. V., Arndt N., Krivolutskaya N. A., Kuzmin D.V., Sobolev S. V. The origin of gases that caused the Permian-Triassic extinction //In: Volcanism and Global Environmental Change, eds. Anja Schmidt, Kirsten E. Fristad and Linda T. Elkins-Tanton. Published by Cambridge University Press. Cambridge University Press 2015. pp. 147–163.
- Pavlov V.E., Fluteau F., Veselovsky R.V., Fetisova A.M., Latyshev A.V., Elkins-Tanton L., Sobolev A., Krivolutskaya N. Volcanic pulses in the Siberian traps as inferred from Permo-Triassic geomagnetic variations// In: Volcanism and global environmental change. Special volume.Ed. A.Schmidt. Cambridge University Press. 2015. P.63-78.

## Премия имени С. С. Смирнова(2015) — за серию научных работ по изучению медно-никелевых месторождений Восточной Сибири
Медаль им. А.В. Сидоренко за пропаганду геологических знаний (2024)
- «Отличник разведки недр», государственная награда (2009).
- Диплом и медаль фонда имени В. И. Смирнова (2010)